# Rogers (Minnesota)
Rogers és una població dels Estats Units a l'estat de Minnesota. Segons el cens del 2008 tenia 7.536 habitants.

## Demografia
Segons el cens del 2000, Rogers tenia 3.588 habitants, 1.195 habitatges, i 982 famílies. La densitat de població era de 276 habitants per km².
Dels 1.195 habitatges en un 52,6% hi vivien nens de menys de 18 anys, en un 77,2% hi vivien parelles casades, en un 3,2% dones solteres, i en un 17,8% no eren unitats familiars. En el 13,3% dels habitatges hi vivien persones soles el 4,7% de les quals corresponia a persones de 65 anys o més que vivien soles. El nombre mitjà de persones vivint en cada habitatge era de 2,98 i el nombre mitjà de persones que vivien en cada família era de 3,31.
Per edats la població es repartia de la següent manera: un 33,8% tenia menys de 18 anys, un 4,6% entre 18 i 24, un 44,5% entre 25 i 44, un 11,9% de 45 a 60 i un 5,3% 65 anys o més.
L'edat mediana era de 31 anys. Per cada 100 dones de 18 o més anys hi havia 101,8 homes.
La renda mediana per habitatge era de 73.143$ i la renda mediana per família de 76.984$. Els homes tenien una renda mediana de 46.496$ mentre que les dones 35.869$. La renda per capita de la població era de 25.845$. Entorn del 0,4% de les famílies i l'1,8% de la població estaven per davall del llindar de pobresa.

## Poblacions més properes
El següent diagrama mostra les poblacions més properes.